# Rocquefort
Rocquefort è un comune francese di 323 abitanti situato nel dipartimento della Senna Marittima nella regione della Normandia.

## Società

### Evoluzione demografica
Abitanti censiti